# Pélé (Vanuatu)
Pélé est une île du Vanuatu située au nord de l'île d'Efate qui fait partie de la province de Shefa.
Pélé est constitué de 4 villages : Worearu, Piliura, Worasiviu et Launomoa, Worearu et Piliura sont à l'ouest là où le soleil se couche et Launamoa et Worasiviu sont à l'est là où les vagues sont plus fortes . 

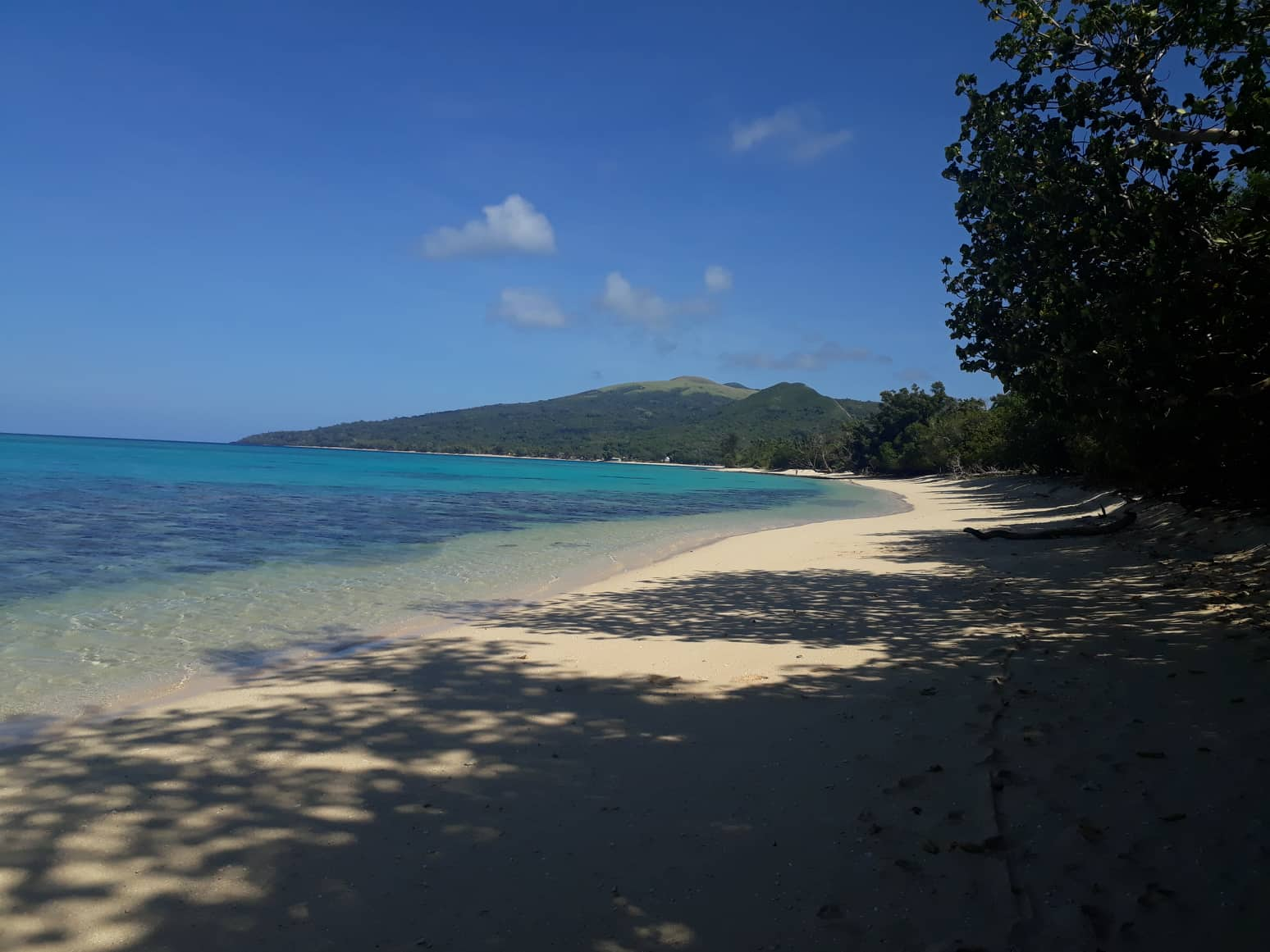
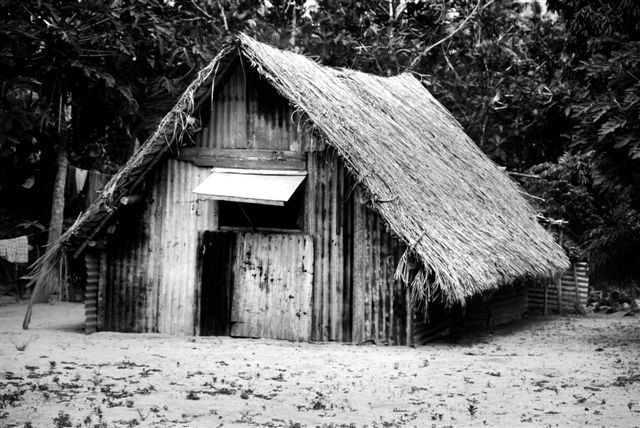
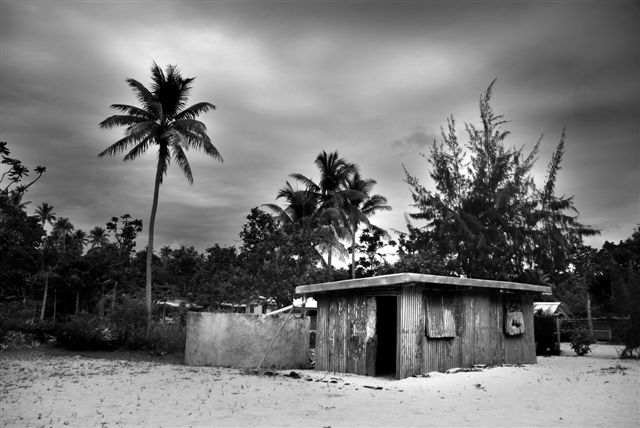
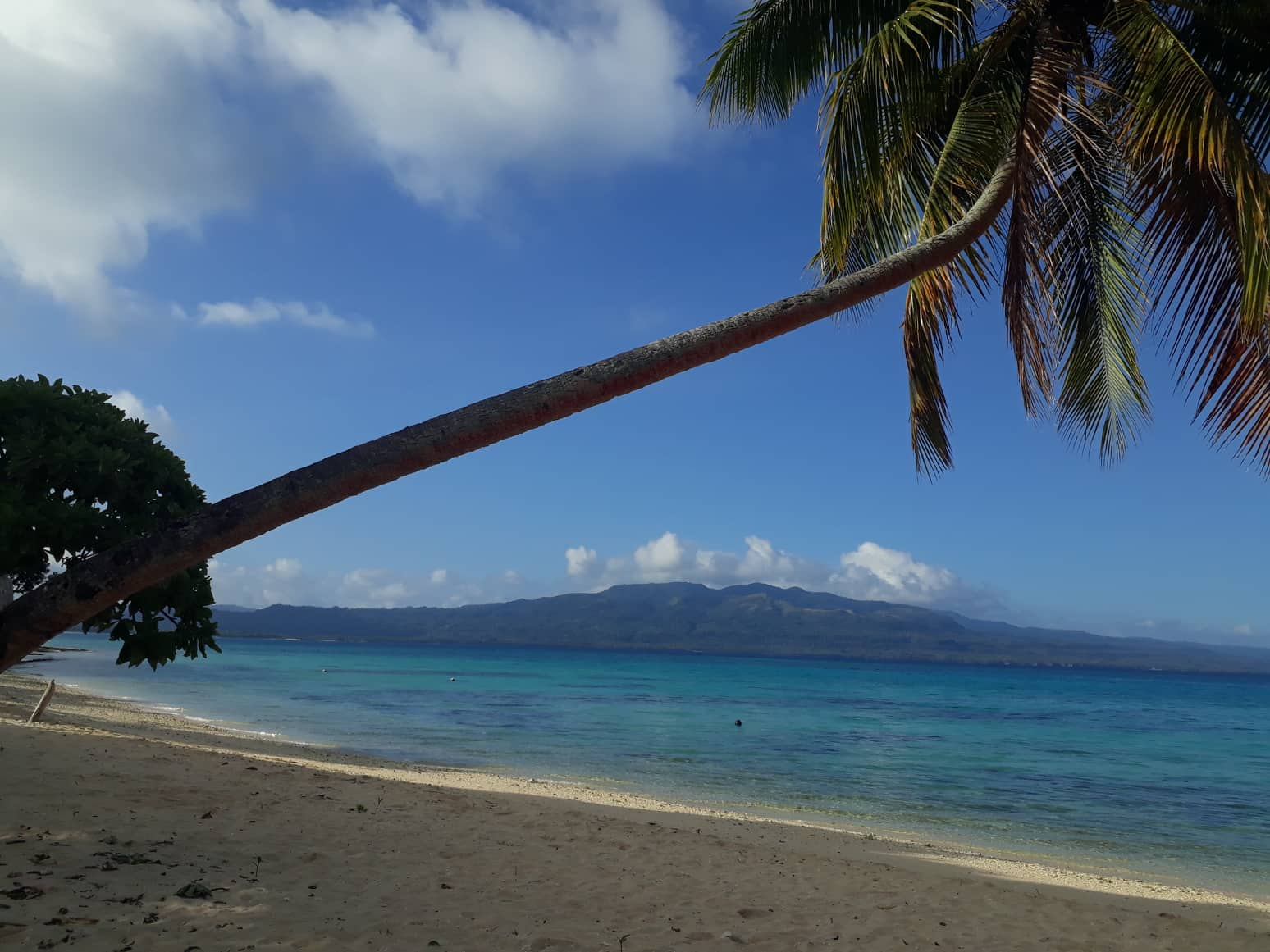

L'association Ever Green Vanuatu participe au développement touristique de l'île. 